# 竹田朋子
竹田 朋子（たけだ ともこ、1975年11月20日 - ）は、日本の女優。大阪府出身。プロダクションイズム・演劇集団よろずや所属。